# SQL:2008
SQL:2008 es la sexta revisión del estándar ISO y ANSI para el lenguaje de bases de datos SQL. Se adoptó formalmente en julio de 2008.

## Resumen
El estándar SQL:2008 se divide en varias partes, que abarcan el Framework, la Fundación, el SQL/CLI, SQL/PSM, SQL/MED, SQL/OLB, SQL/Schemata, SQL/JRT Using Java, y varias especificaciones relacionadas.
Propiedades añadidas
- Sentencias  MERGE y DIAGNOSTIC mejoradas,
- sentencias TRUNCATE TABLE,
- cláusulas WHEN y expresiones CASE,
- INSTEAD OF database trigger
- Sentencia JOIN,
- soporte para varias expresiones regulares XQuery y
- mejores al nombrado de las columnas derivadas.

Las especificaciones relacionadas mediante XML definen la forma en la que SQL se puede utilizar junto con XML, incluir, importar y almacenar datos XML en una base de datos SQL, manipularlo dentro de la base de datos y publicar XML o datos SQL convencionales en formato XML.

## Documentación
El estándar SQL no está libremente disponible. La norma entera se puede comprar de la ISO como ISO/IEC 9075(1-4,9-11,13,14):2008. El estándar consta de las siguientes partes:
- ISO/IEC 9075-1:2008 Framework (SQL/Framework)
- ISO/IEC 9075-2:2008 Foundation (SQL/Foundation)
- ISO/IEC 9075-3:2008 Call-Level Interface (SQL/CLI)
- ISO/IEC 9075-4:2008 Persistent Stored Modules (SQL/PSM)
- ISO/IEC 9075-9:2008 Management of External Data (SQL/MED)
- ISO/IEC 9075-10:2008 Object Language Bindings (SQL/OLB)
- ISO/IEC 9075-11:2008 Information and Definition Schemas (SQL/Schemata)
- ISO/IEC 9075-13:2008 SQL Routines and Types Using the Java TM Programming Language (SQL/JRT)
- ISO/IEC 9075-14:2008 XML-Related Specifications (SQL/XML)

## Reclamaciones de conformidad
El nivel mínimo de conformidad con SQL:2008 que un producto puede reclamar se denomina "Core SQL:2008" y se limita a las definiciones especificadas en dos partes de la norma: la Fundación y los Esquemas de Información y Definición.